# Gare de Fey
La halte de Fey est une halte ferroviaire du chemin de fer Lausanne-Échallens-Bercher. Elle se situe sur le territoire de la commune de Fey, dans le canton de Vaud, en Suisse.

## Situation ferroviaire
Établie à 647 mètres d'altitude, la halte de Fey est située au point kilométrique 20,16 de la ligne Lausanne – Bercher (101). Elle se situe entre la gare de Sugnens et la gare de Bercher. Bien qu'elle ait été longtemps une gare, depuis la suppression de l'évitement dans les années 1930, elle est devenue une halte. Elle ne comporte en effet pas de signalisation indiquant son entrée et sa sortie. Seul un signal de demande d'arrêt facultatif indique au mécanicien du train s'il doit marquer l'arrêt ou non.

## Histoire
Construite en bois en 1889, la gare de Fey a été mise en service dans le cadre de la création de la compagnie du Central-Vaudois. Au début du XXe siècle le bâtiment en bois a été remplacé par une construction en maçonnerie. La gare est dotée à l'origine d'un évitement et un chef de gare y assure la circulation des trains. L'évitement est supprimé après les années 1930 pour être remplacé par une voie de garage. La gare devient une halte mais conserve encore une vingtaine d'années son chef de gare. Le dernier, Charly Debétaz, quitte ses fonctions à la fin des années 1950.
En 1991, le quai est entièrement refait et s'allonge désormais sur une longueur de 50 mètres. Le bâtiment demeure la construction ayant remplacé la première en bois. N'ayant été que peu rénové, cela fait, en 2013, de ce bâtiment celui qui est dans le plus mauvais état de toutes les stations de la ligne.
Le mardi 15 janvier 2013, la compagnie du LEB met à l'enquête la construction d'un nouveau bâtiment pour cette station. En effet, plusieurs travaux de modernisation sont entrepris au cours de l'été 2013. La halte est dotée d'un P+R d'environ trente places. Le quai de 50 m est allongé de 40 m pour atteindre 90 m afin de permettre la desserte de compositions en unité multiple de deux rames formées de trois voitures chacune. Le bâtiment est déplacé plus au sud afin d'augmenter l'espace pour les véhicules accédant à la station. Finalement, la voie de garage est supprimée. Les travaux ont lieu en même temps que la réfection de la voie entre Sugnens et Fey. L'ensemble des travaux est devisé aux alentours des 8 millions de francs.
En 2013, la halte compte une moyenne de 255 passagers par jour, soit 1,21 % des mouvements journaliers de la ligne.

## Service des voyageurs

### Accueil
Point d'arrêt non géré, la halte dispose : d'une salle d'attente ; d'un automate à billets CFF ; d'un interphone d'urgence ; d'un oblitérateur pour les cartes multicourses ; et d' un dispositif de demande d'arrêt du train. Elle est protégée par vidéosurveillance.

### Desserte
La halte de Fey est desservie par des trains régionaux et directs à destination de Bercher, d'Échallens et de Lausanne-Flon.

Installations et desserte
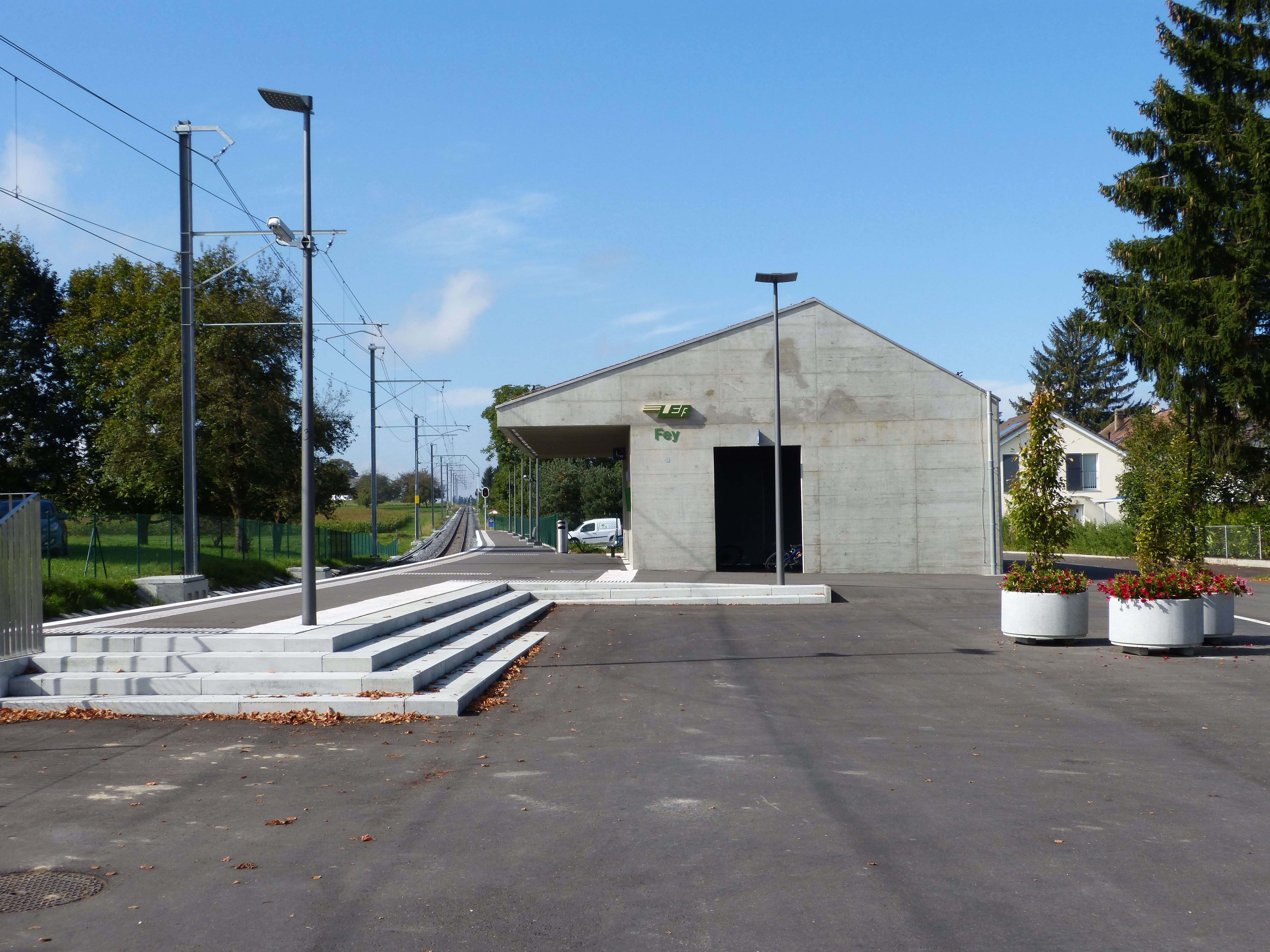
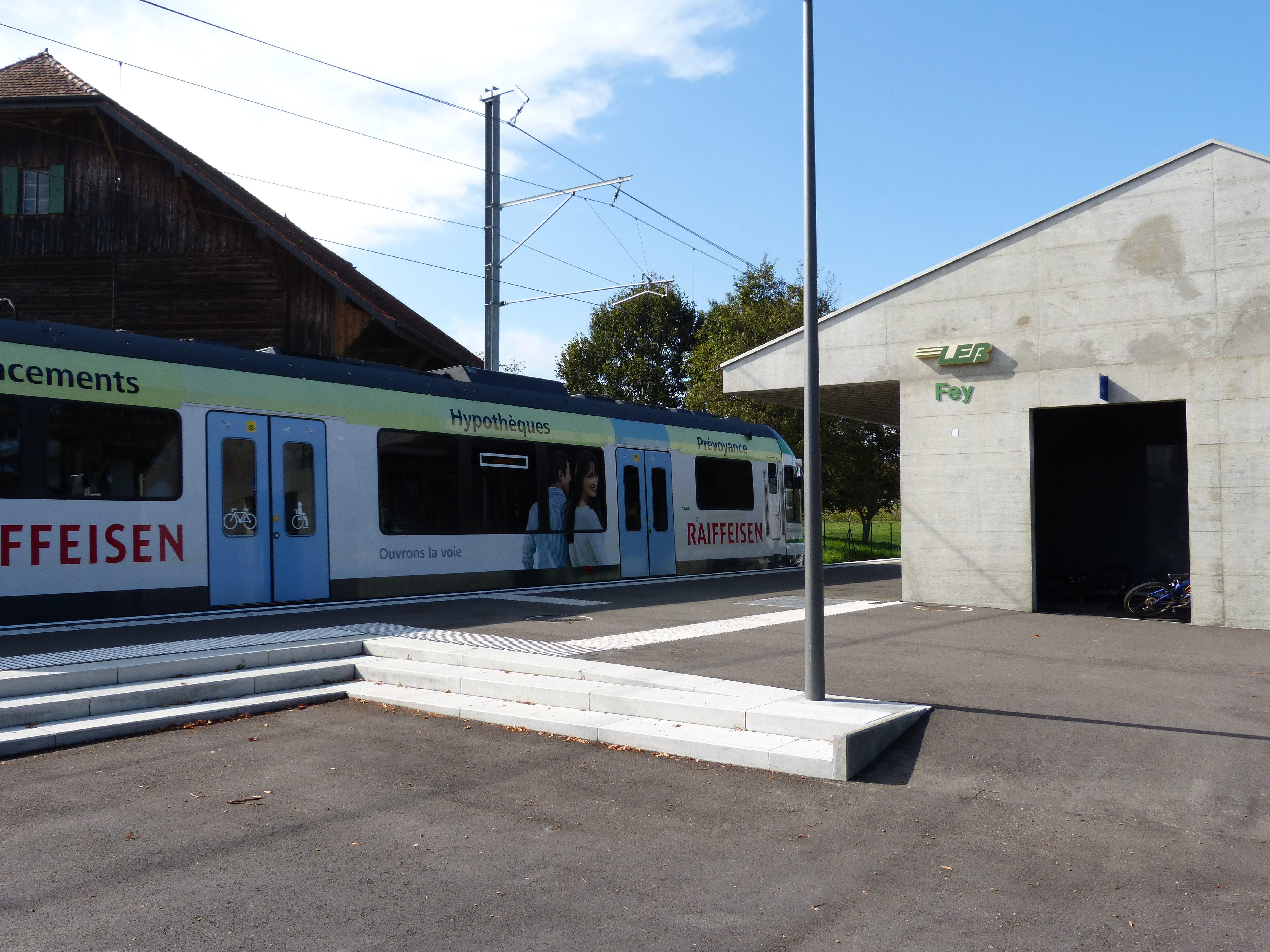
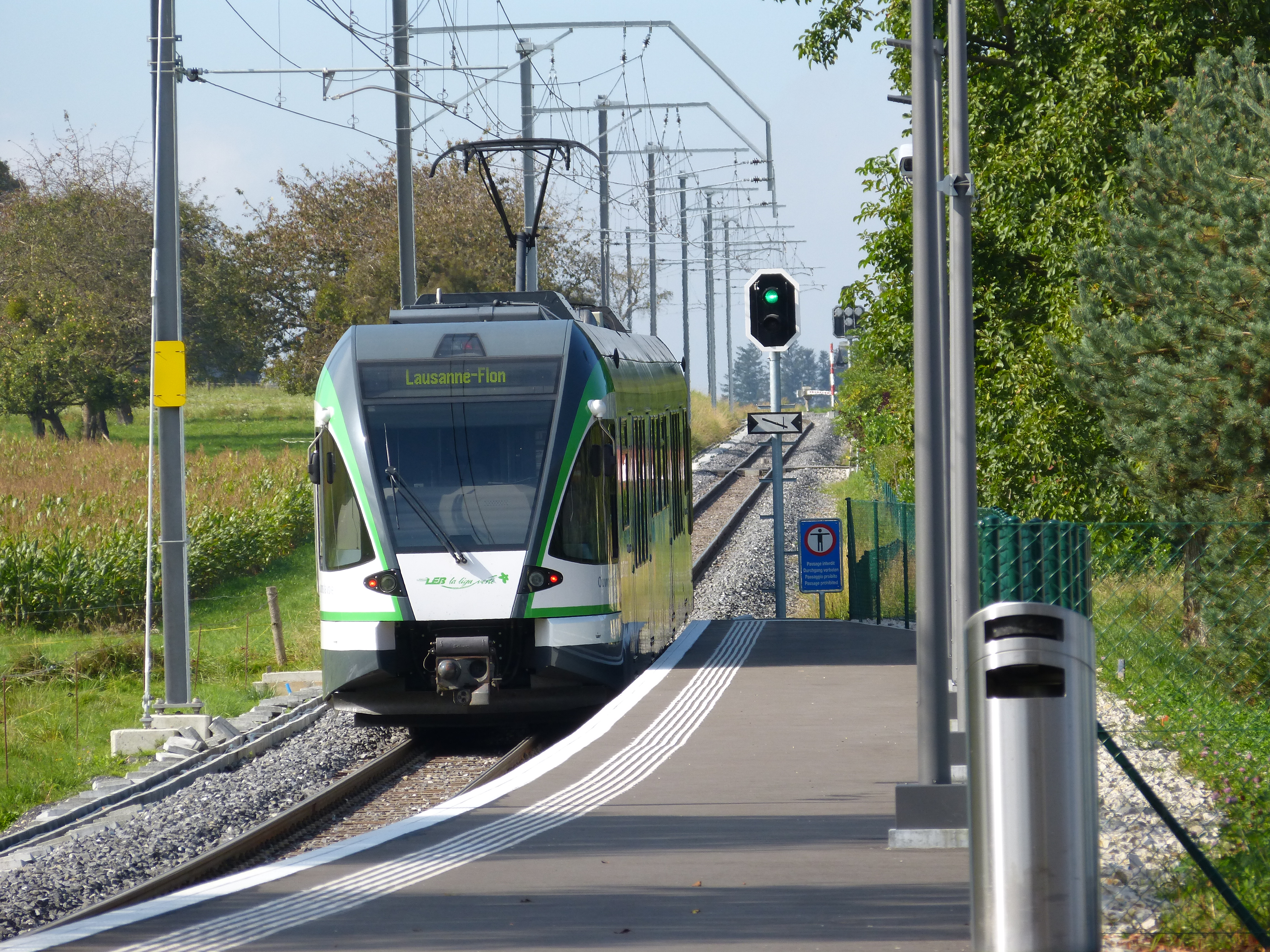

### Intermodalité
Il y a un petit parc à vélos qui est abrité dans le bâtiment.